# Karl August Fink
Karl August Fink (Costanza, 10 maggio 1904 – Rottweil, 4 aprile 1983) è stato un presbitero, teologo e storico della Chiesa tedesco.

## Biografia
Karl August Fink studiò teologia cattolica e storia medievale all'Università di Friburgo in Brisgovia e all'Università di Münster. Nel 1928 fu ordinato presbitero. Fink fu inizialmente impiegato nell'attività pastorale. Nel 1929 conseguì il dottorato in teologia. Poi fu assistente di Paul Fridolin Kehr a Roma presso l'Istituto storico prussiano fino al 1936. Lavorò al pontificato di papa Martino V per il Repertorium Germanicum e nel 1935 completò la sua abilitazione a Friburgo con un lavoro su Martino V e il Regno di Aragona. Dal 1932 al 1935 Karl August Fink fu anche vicerettore del collegio sacerdotale del Camposanto Teutonico. Durante questo periodo strinse amicizia con Hubert Jedin.
Nel 1937 fu nominato professore associato di storia della chiesa presso l'accademia statale di Braunsberg (in polacco Braniewo), nella Prussia orientale. Dal 1940 fu sostituto della cattedra di storia della chiesa, patrologia e archeologia cristiana dell'Università di Tubinga. Dopo la fine della guerra vi fu nominato professore ordinario. Uno dei suoi interessi di ricerca era il Concilio di Costanza. Nel 1969 andò in pensione.
Suo fratello era il filosofo Eugen Fink.

## Opere (selezione)
- (DE)  Die Stellung des Konstanzer Bistums zum Päpstlichen Stuhl im Zeitalter des avignonesischen Exils, Freiburg, Herder, 1931.
- (DE)  Martin V. und Aragon, Berlin, Ebering, 1938.
- (DE)  Das vatikanische Archiv: Einführung in die Bestände und ihre Erforschung, Rom, Regenberg, 1943; II ed. ampliata 1951.
- (DE)  Die weltgeschichtliche Bedeutung des Konstanzer Konzils in Zeitschrift der Savigny-Stiftung für Rechtsgeschichte. Kanonistische Abteilung, 1965, pp. 1–23.
- (DE)  Reform der Kurie? Eine alte, nie gelöste Frage in Kontexte. ISSN 0454-3386 (WC · ACNP), 1966, pp. 98–105.
- (DE)  Papsttum und Kirche im abendländischen Mittelalter, München, Beck, 1981, ISBN 3-406-08135-5.
- (DE)  Chiesa e papato nel medioevo, Bologna, Il Mulino, 1987, ISBN 88-15-01481-0.